# Ariel űrtávcső
Az Ariel-űrtávcső (angolul Atmospheric Remote-sensing Infrared Exoplanet Large-survey, ARIEL) az Európai Űrügynökség Cosmic Vision programjának negyedik közepes méretű küldetése. A program célja legalább ezer ismert exobolygó tranzit módszerrel történő megfigyelése, kémiai összetételük és termikus szerkezetük tanulmányozása és osztályozása. Az Ariel több távcsőidővel fog rendelkezni a bolygók vizsgálatára, mint a James Webb űrtávcső, de annál jóval kisebb méretű lesz, és majdnem egy évtizeddel később bocsátják csak fel. Az Ariel-űrtávcső a tervek szerint 2029-ben indul útnak egy Arianespace Ariane-6 hordozórakéta fedélzetén.

## Küldetés
Az Ariel-űrtávcső ezer olyan bolygót fog megvizsgálni, amelyek távoli csillagok körül keringenek, és első alkalommal fog nagyszabású felmérést végezni exobolygók légkörének összetételéről. A program célja, hogy alapvető kérdésekre találjon válaszokat a bolygórendszerek kialakulásával és fejlődésével kapcsolatban. Egy spektrométer rögzíti az exobolygók felől érkező fény spektrumát, amelyben látszik a légkörüket alkotó gázok kémiai ujjlenyomata. Ez lehetővé teszi a kutatók számára, hogy megtudják, hogyan kapcsolódik a bolygó kémiai összetétele a környezethez, amelyben kialakult, és mennyiben befolyásolja a csillag a kialakulását és a fejlődését. Az Ariel a legkülönbözőbb exobolygó-populációkat fogja tanulmányozni a legkülönbözőbb környezetekben, de a főként a csillaguk közelében keringő meleg és forró bolygókra fog összpontosítani.
Az Ariel küldetést az Európai Űrügynökség (ESA) tizenegy tagállamának különböző intézményeiből és négy ország nemzetközi közreműködőiből álló konzorcium fejleszti.  A projektet Giovanna Tinetti, a University College London kutatója vezeti. A küldetés és az űrszonda műveleteit az ESA és a küldetést kifejlesztő konzorcium közösen irányítja egy Összehangolt Irányítási és Tudományos Adatközponton (IOSDC) keresztül.  A Küldetésirányító Központ (MOC) a németországi Darmstadtban kap helyet az Európai Űrműveleti Központban (ESOC), míg a Madrid melletti Európai Űrcsillagászati Központban (ESAC) egy párhuzamos Ariel Tudományos Műveleti Központot (SOC) hoznak létre. A MOC magáért az űrrepülőgépért, az SOC pedig a küldetésadatok és az űrtávcső által küldött tudományos adatok archiválásáért lesz felelős. A küldetés eredményeinek feldolgozását Összehangolt Irányítási és Tudományos Adatközpont fogja segíteni a SOC által kapott adatok alapján.
2021. december 7-én az ESA bejelentette, hogy az Ariel megépítésére vonatkozó 200 millió eurós szerződést az Airbus Defence and Space céggel kötik meg.

## Az űrtávcső
Az Ariel-űrszonda tervei az Exoplanet Characterization Observatory (EChO) és a Planck műhold termikus tervein alapulnak. Az űrtávcső testét két különálló modul alkotja: a szervizmodul (SVM) és a hasznos teher modul (PLM).
Az űrtávcső főtükre 1,1 x 0,7 méter. Műszerei: három fotometriai csatorna és három spektrométer, amelyek a 0,5–7,8 mikrométeres hullámhossztartományt fedik le.
Indításkor az űrszonda tömege körülbelül 1500 kg, a műszeregyüttes tömege pedig körülbelül 500 kg lesz.

### Távcső
Az Ariel-űrtávcső egy Cassegrain-típusú távcsővel dolgozik, melynek elliptikus főtükre 1,1 x 0,7 méter. Emellett három fotométer és három spektrográf is helyet kap rajta, amelyek a 0,5–7,8  mikrométeres hullámhossztartományt fedik le.
Az Ariel-űrszondát várhatóan 2029-ben bocsátják fel az Arianespace Ariane 62 hordozórakétáján (jelenleg fejlesztés alatt áll ) a Comet Interceptorral együtt. A rakétát a Francia Guyana állambeli Kourouban található Guyana Űrközpontból (CSG) indítják, az ELA-4 (Ariane Launch Area-4) kilövőállásról, amelyet a jövőbeli Ariane 6 rakétához terveztek. Az Ariel célpontja a Nap–Föld rendszer második Lagrange-pontja (L2) 1,5 millió kilométer távolságra a Földtől, ahol egy gravitációs stabilitási pont körüli pályán fog a Nap körül keringeni. Ez a nagyon stabil környezet szükséges az exobolygók észleléséhez.

## Magyar hozzájárulás[15]
Az Ariel-űrtávcső magyar hardver- és tudományos hozzájárulásának koordinátora dr. Szabó Róbert. Az űrtávcsőhöz fedélzeti eszközöket, valamint az építéséhez és földi logisztikai feladatokhoz szükséges berendezéseket, például a detektor és az elektronika hőmérsékletét szabályozó radiátort, a miskolci ADMATIS Kft. szállítja. Az űrtávcső infravörös széles sávú fényességmérésen alapuló vizsgálatait az ELTE Gothard Asztrofizikai Obszervatórium igazgatója, Szabó M. Gyula vezeti. Az Ariel célkitűzéseinek megvalósításához az ELKH CSFK KTM Csillagászati Intézetének kutatói is hozzájárulnak a bolygóatmoszférák, valamint a célpontok gazdacsillagainak alapos vizsgálatával.

## Fordítás
Ez a szócikk részben vagy egészben  az   ARIEL című angol Wikipédia-szócikk ezen változatának fordításán alapul.  Az eredeti cikk szerkesztőit annak laptörténete sorolja fel. Ez a jelzés csupán a megfogalmazás eredetét és a szerzői jogokat jelzi, nem szolgál a cikkben szereplő információk forrásmegjelöléseként.